# Mynès
 (août 2014).
Si vous disposez d'ouvrages ou d'articles de référence ou si vous connaissez des sites web de qualité traitant du thème abordé ici, merci de compléter l'article en donnant les références utiles à sa vérifiabilité et en les liant à la section « Notes et références ».
Dans la mythologie grecque, Mynès, fils d'Événos et frère d'Épistrophe, était roi de Lyrnessos, l'une des villes alliées de Troie qu'Achille a ravagées pendant les razzias d'approvisionnement. Époux de Briséis, il fut tué par Achille, qui captura Briséis dont il était tombé amoureux, et l'emmena captive à la guerre de Troie.

## Dans la culture populaire
Il apparait dans le jeu de Koei Warriors: Legends Of Troy sur PS3 et Xbox 360. Il est tué par Achille lors d'un duel à la fin du niveau de la prise de Lyrnessos.